# 琴學管見
《琴學管見》，古琴譜，民國十九年，李崇德。

## 琴譜介紹
李崇德在庚子、庚申、庚午年輯一琴譜，名爲《琴學管見》（跋文爲庚午，且謂石印本，故知其爲民國十九年所印），重複再琴論中著見明初俗本《太音大全》的《聽琴賦》和《贊琴詞》，並在指法中列舉極生疏的簡字。所錄琴曲除近代諸城王氏《關山月》、《長門怨》之外，明末傳本爲多。